# Жемайловы
Жемайловы — русский дворянский род.
Родственник крымского хана Ази-Гирея, Берда-Улан-Мурза, выехал из Крыма в Литву при короле Казимире Ягеллоне. Его сын Енаил выехал из Литвы в Москву. Андрей Афанасьевич Жемайлов убит в 1655 под Шкловым.
При подаче документов 22 мая 1686 года, для внесения рода в Бархатную книгу, была предоставлена родословная роспись Жемайловых.
Род Жемайловых внесён в VI часть родословной книги Рязанской губернии.

## Известные представители
- Жемайлов Савва Афанасьевич — московский дворянин (1658).
- Жемайлов Василий Саввинович — стряпчий (1672-1676), стольник (1676-1692).
- Жемайлов Фёдор Яковлевич — московский дворянин (1677).
- Жемайлов Иван Андреевич — стряпчий (1682-1692).
- Жемайлов Терентий Андреевич — жилец (до 1680), затем стряпчий, затем московский дворянин (1692)[3], во время русско-турецкой войны 1676-1681 воевал в Малороссии, и в частности, под Чигирином, в Сказках Генерального двора за ним значится сельцо Популово (Рязанский уезд), 17 дворов, дер. Дорова (Кашинский уезд), 6 дворов, дер. Шигарова (Галичский уезд), 12 дворов, дер. Сменки (?) (Елецкий уезд), 5 дворов, итого 33 двора